# 336392 Changhua
336392 Changhua este o planetă minoră (asteroid) din centura de asteroizi. A fost descoperită pe 23 octombrie 2008 la Lulin Observatory⁠(d) de Hsiao Xiang-Yao⁠(d). 
Obiectul prezintă o orbită caracterizată de o semiaxă mare de 2,6581229421167 UAi, o excentricitate de 0,15, o înclinație de 3,5 ° în raport cu ecliptica.